# Аппель, Майк
Майк Аппель (англ. Mike Appel, род. 27 октября 1942 года, Флашинг, Нью-Йорк, США) — американский музыкальный менеджер и продюсер, известный благодарю сотрудничеству с Брюсом Спрингстином (в ранний период его карьеры).

## Биография
Аппель родился во Флашинге, одном из старейших районов Куинса, в католической семье с ирландскими и еврейскими корнями . Его отец был успешным торговцем недвижимостью .
Одним из первых увлечений Аппеля была музыка, в 14 лет он начал самостоятельно играть на гитаре . В 1950-х и 1960-х годах юноша был гитаристом и автором песен в нескольких малоизвестных коллективах. Слава пришла после присоединения к группе The Balloon Farm и выпуском их хита «A Question of Temperature» (1967), соавтором которого он являлся. В тот же период Аппель был продюсером и автором песен прото-метал-группы Sir Lord Baltimore.
В 1971 году Карл «Тинкер» Уэст, менеджер нескольких ранних групп Брюса Спрингстина — Child, Steel Mill и The Bruce Springsteen Band — посоветовал музыканту пройти прослушивание у Аппеля. Несмотря на успешный результат продюсер настоял на том, чтобы Спрингстин сперва поработал над количеством материала и написал больше песен. В 1972 году Аппель подписал с ним контракт на продюсирование пластинки и устроил прослушивание у Джона Г. Хэммонда из Columbia Records, после чего глава лейбла, Клайв Дэвис, взял артиста под своё крыло. Аппель спродюсировал первые два альбома музыканта Greetings from Asbury Park, N.J. и The Wild, the Innocent & the E Street Shuffle, выпущенные в 1973 году (они получили хорошую прессу, но имели крайне низкие продажи). Он также выступил сопродюсером третьего лонгплея Спрингстина, Born to Run, который стал для него прорывным.
Во время записи Born to Run предпочтения Спрингстина начали постепенно смещаться в сторону сопродюсера Джона Ландау. К 1976 году между Аппелем и Спрингстином началась длительная судебная тяжба, которая, в итоге, была урегулирована во внесудебном порядке. Аппель, который, в итоге, не смог добиться большого успеха в звукоиндустрии, в 1992 году написал книгу «Down Thunder Road» (в соавторстве с Марком Элиотом) о своем опыте общения со Спрингстином.
Как правило, в заслугу Аппелю ставят продвижение ранней карьеры Спрингстина, в свою очередь, ставя под сомнение его продюсерские качества. Аппелю также иногда приписывают содействие более свободному, более музыкально авантюрному и лирически романтическому содержанию, присущему первым двум пластинкам Брюса. После того, как Ландау занял его место, записи артиста стала более узконаправленными в музыкальном плане и политизированными по содержанию.
Совместно с продюсером и автором песен Уэсом Фарреллом и Джимом Кретекосом Аппель написал пять песен, записанных The Partridge Family: композиции «I Can Feel Your Heartbeat» (1970), «Somebody Wants To Love You» (1970), «Umbrella Man» и «Rainmaker» (оба 1971), а также «Doesn’t Somebody Want to Be Wanted» (№ 6 в США, 1971), которая стала большим хитом.